# Serjical Strike
Serjical Strike Records ist ein US-amerikanisches Plattenlabel, das Serj Tankian, Mitglied der Alternative-Metal-Band System of a Down und Solokünstler, im Jahr 2001 in Whittier gegründet hat. Das Label will Musikern, die vom Mainstream nicht anerkannt oder ignoriert werden, eine Chance geben, ihre CDs professionell zu vermarkten. Vertrieben werden die CDs von Reprise Records, die zur Warner Music Group gehört.

## Künstler
- Serj Tankian
- Bad Acid Trip
- Kittens for Christian
- Serart
- Viza
- Slow Motion Reign
- Buckethead
- Fair to Midland

Außerdem ließ die Organisation Axis of Justice, der Serj Tankian angehört, ihren 2004 erschienenen CD/DVD-Sampler bei diesem Label veröffentlichen.